# Louis-César de Bourbon
 (octobre 2013).

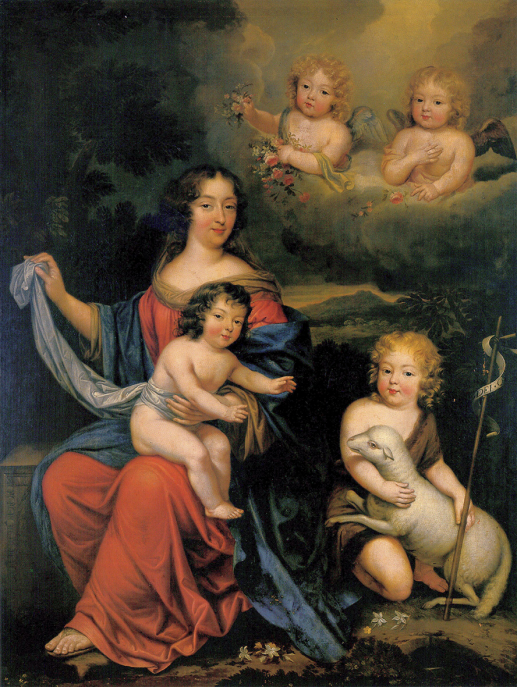
Louis-César comte de Vexin accompagné de son frère Louis-Auguste, duc du Maine avec Madame de Maintenon, (deux anges dans les nuages représentent les deux enfants morts très jeune de Madame de Montespan et du roi) par Pierre Mignard.

Louis-César de Bourbon, prince légitimé de France et comte de Vexin, né le 20 juin 1672 à 
Bussy-Saint-Georges  et mort le 10 janvier 1683 à Paris, est le deuxième fils de Louis XIV et de Madame de Montespan.

## Biographie

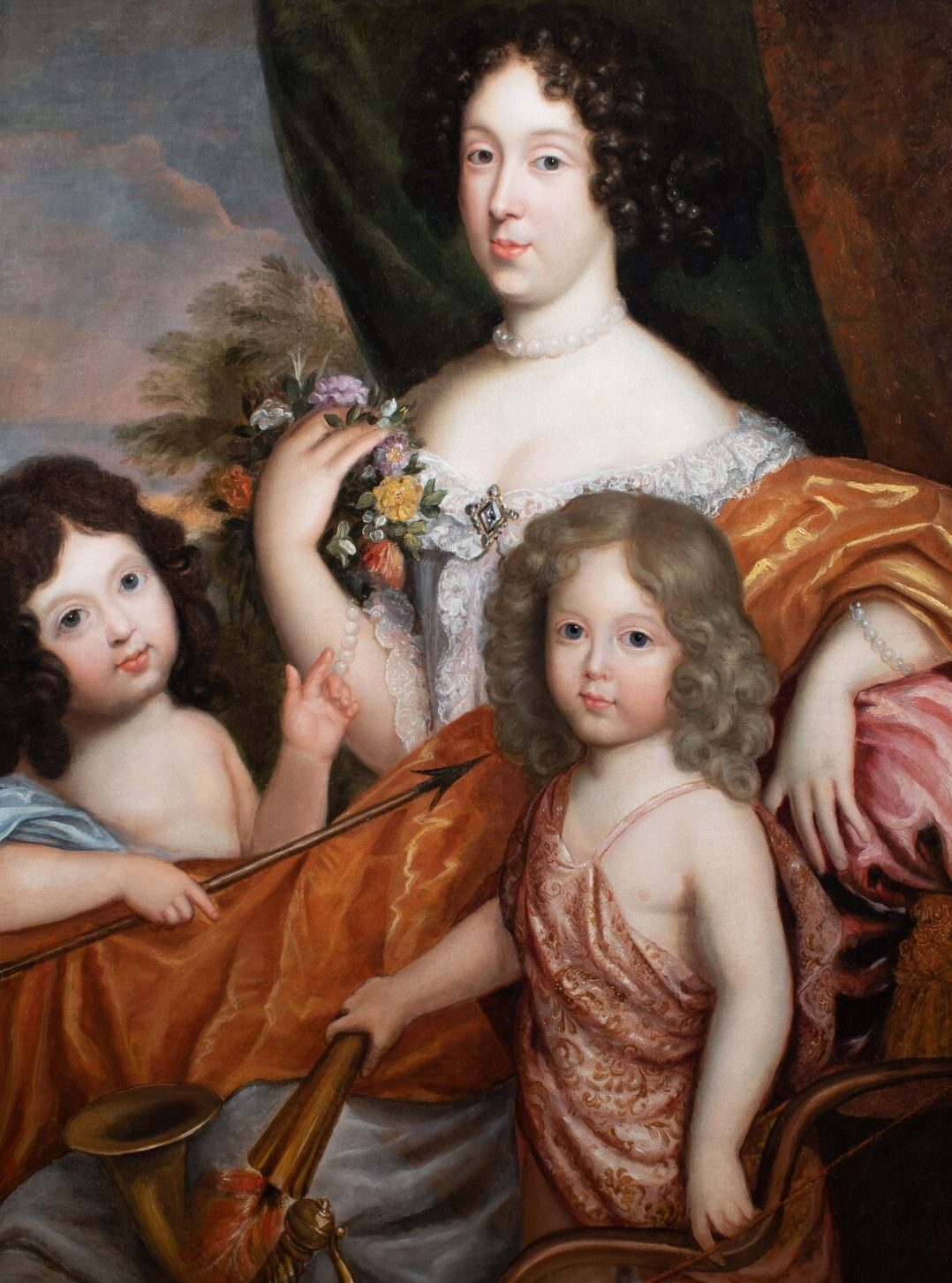
Le comte de Vexin, avec son frère le duc du Maine et sa mère. Atelier de Pierre Mignard.

Son prénom lui est donné en l'honneur de Jules César, tout comme son frère aîné Louis-Auguste de Bourbon qui avait été prénommé d'après Auguste et, plus tard, Louis-Alexandre de Bourbon qui portera le prénom d'Alexandre le Grand.
Par souci de discrétion, Louis César nait en 1672 au château du Génitoy à Bussy-Saint-Georges. Le roi ne désirant pas que le marquis de Montespan, époux légitime de sa maîtresse, ne reconnaisse officiellement l'enfant.
Louis César, qui grandit avec son frère aîné Louis-Auguste, est élevé aux bons soins de madame Scarron, la future marquise de Maintenon, dans une des dernières maisons de la rue de Vaugirard « au fin fond du faubourg Saint-Germain [...] quasi auprès de Vaugirard, dans la campagne », selon la description que fait du lieu en 1673 madame de Sévigné. L'année suivante, alors que son père est en tournée militaire à Tournai, Louis César est rejoint par une sœur, Louise Françoise de Bourbon, née en juin 1673.
Le 19 décembre 1673, par lettres patentes du Parlement de Paris, Louis XIV reconnaît officiellement ces enfants illégitimes, ce qui a pour conséquence d'en faire des princes et des membres de la famille royale, mais pas des successeurs potentiels au trône. Légitimés de France, ils sont placés dans la hiérarchie sociale après les princes du sang légitimes mais avant les ducs, ce qui leur vaut la haine des deux clans. La mère des enfants, Madame de Montespan, n'est pas mentionnée dans les actes de légitimation : femme mariée, le roi et sa favorite veulent éviter un esclandre du marquis de Montespan qui, en mari jaloux, pourrait reconnaître légalement les enfants pour contrarier et sa femme et son roi. La reine, mère meurtrie et épouse bafouée, ne peut que ravaler sa colère et sa honte et pleurer les infidélités de son mari.
Avec cette légitimation, Louis César reçoit le titre de comte de Vexin, un titre ancien datant du Xe siècle. Son frère quant à lui devient duc du Maine, et sa sœur Mademoiselle de Nantes.
Les trois enfants et leur nourrice quittent la rue de Vaugirard pour la cour du Louvre et des Tuileries.

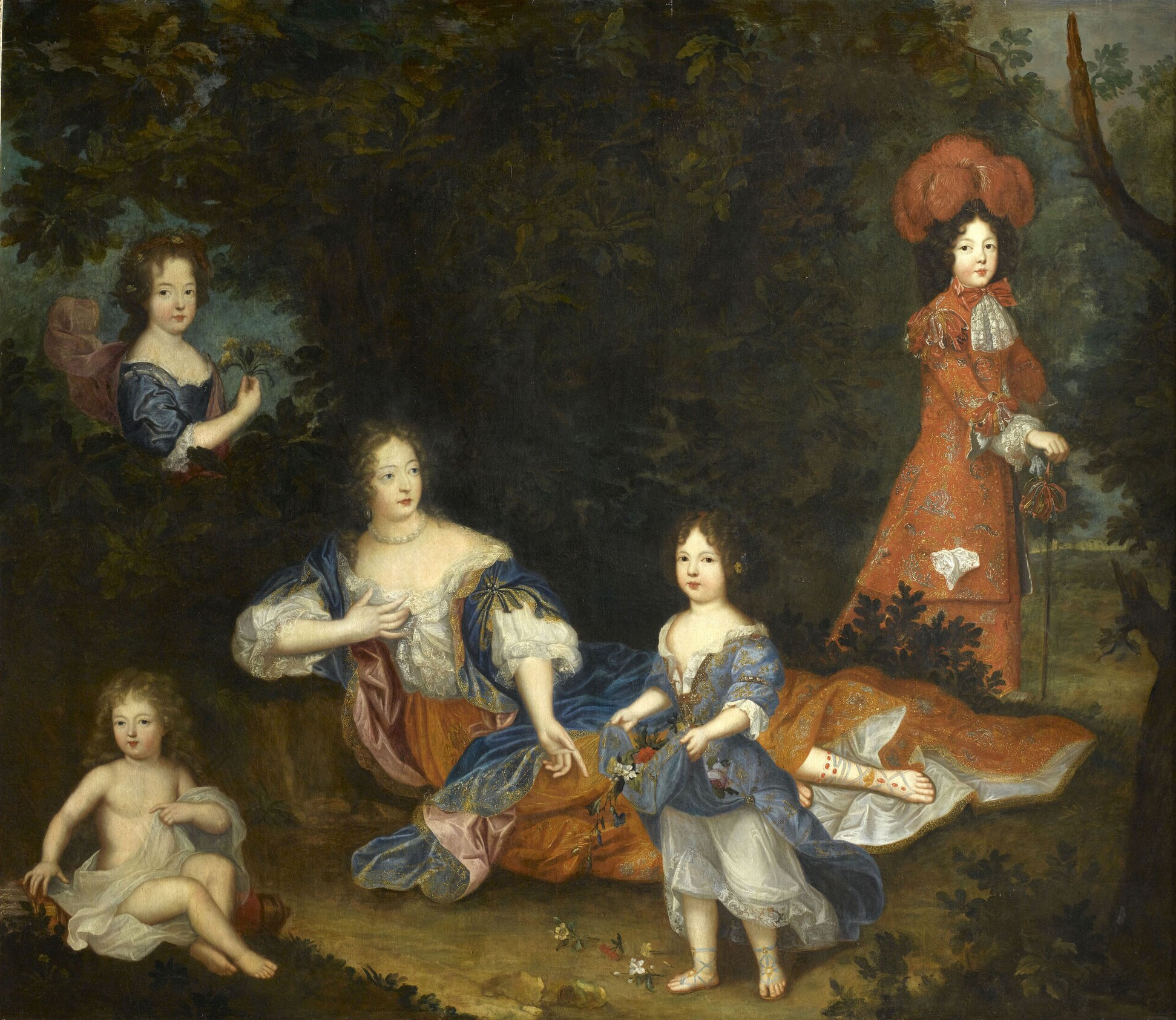
La marquise de Montespan entourée des enfants légitimés qu'elle a donnés au roi. Le comte de Vexin est assis, nu, en bas à gauche.

Dès son plus jeune âge, Louis-César se trouve affecté d'une déformation de la colonne vertébrale tordue qui le fait boiter ; il a aussi une épaule plus haute que l'autre qui ne facilite pas ses déplacements. Son père, qui adore ses enfants légitimés, ne peut en faire un officier, aussi le destine-t-il à l'Église : il le nomme abbé de la prestigieuse abbaye de Saint-Denis, la basilique royale étant le lieu d'inhumation des rois de France, ancêtres de l'enfant, depuis le VIIe siècle. Trop jeune pour exercer cette charge, le comte-abbé reste à la cour sous la garde de Madame de Scarron, bientôt élevée au rang de marquise de Maintenon.
En 1674, une autre sœur rejoint la famille, Louise Marie Anne, née en novembre 1674, qui devient Mademoiselle de Tours après sa légitimation en 1676. Pendant ce temps, les médecins de la cour tentent d'améliorer l'état de santé de Louis-César avec des traitements très douloureux, mais cela a surtout pour conséquence que l'état général de l'enfant s'aggrave après 1675. Il est surveillé par sa mère dont la disgrâce approche et sa tante maternelle, la marquise de Thianges.
Par la suite, il est rejoint par deux autres frères et sœurs, Françoise-Marie de Bourbon née en 1677 et Louis Alexandre de Bourbon né en juin 1678.
À cette époque, sa mère, qui semble impliquée dans l'affaire des Poisons, perd les faveurs du roi, qui cherche réconfort auprès d'une autre maîtresse, Angélique de Fontanges. Madame de Montespan passe alors de plus en plus de temps avec son fils qui, depuis 1678, compte tenu de son mauvais état de santé, est souvent cloué au lit pendant plusieurs jours dans la résidence privée de sa mère au château de Clagny à Versailles.
Finalement, Louis César meurt à Paris en 1683, à l'âge de dix ans, et il est enterré à l'abbaye de Saint-Germain-des-Prés. À la suite du décès de son fils, Louis XIV ordonne une période de deuil de 6 mois à la cour